# Arthur Cairns (2e comte Cairns)
Arthur William Cairns (21 décembre 1861 - 14 janvier 1890) est un aristocrate britannique,.

## Biographie
Né à Londres en 1861, il est le deuxième mais l'aîné des fils survivants de Mary Harriet MacNeile et de Hugh MacCalmont Cairns, 1er comte Cairns, un homme d'État britannique qui est Lord grand chancelier du Royaume-Uni pendant les deux premiers ministères de Benjamin Disraeli.
Arthur Cairns fait ses études au Wellington College dans le Berkshire. Entre 1875 et 1876, il fréquente le Collège d'Eton , puis étudie au Trinity College de Cambridge .
Cairns devient secrétaire particulier du président de la Chambre de commerce . Il accède aux titres de baron Cairns de Garmoyle, comté d'Antrim et de vicomte Garmoyle, comté d'Antrim à la mort de son père le 2 avril 1885 .

## Vie privée
Le 20 novembre 1884, Cairns est poursuivi avec succès pour 10 000 £ pour rupture de promesse de mariage par Emily Mary Finney (une actrice avec le nom de scène de May Fortescue (en)) . Il l'a vue sur scène dans l'opéra Iolanthe de Gilbert et Sullivan et les deux nouent une relation. Il lui propose le mariage, et elle accepte, quittant le Théâtre Savoy à la fin du mois d'août 1883. Bien que sa famille ait accepté Fortescue, selon le New York Times, les amis de Cairn n'ont pas pu accepter ses fiançailles avec une actrice, et il rompt les fiançailles en janvier 1884, quittant le pays pour voyager en Asie. Fortescue, assisté des avocats de WS Gilbert, le poursuit pour rupture de promesse, recevant 10 000 £ de dommages et intérêts .
Il est également fiancé à l'héritière new-yorkaise Adele Grant, mais elle rompt les fiançailles peu de temps avant leur mariage (et épouse plus tard George Capell (7e comte d'Essex) en 1893).

### Mariage et descendance
Le 19 décembre 1887, il épouse Olivia Elizabeth Berens à l'église St. Mary, Bryanston Square, Marylebone, Londres. Elle est la fille d'Alexander Augustus Berens et de Louisa Winifred Stewart . Ensemble, ils ont :
- Louise Rosemary Kathleen Virginia Cairns (1889-1962), qui épouse Wyndham Portal, 1er vicomte Portal en 1909 [7].

Cairns meurt d'une pneumonie le 14 janvier 1890, à l'âge de 28 ans, au 18 Queen Street, Mayfair, Londres. Il est enterré à Bournemouth dans le Hampshire . N'ayant qu'une fille, ses titres passent à son frère cadet, Herbert John Cairns, 3e comte Cairns . Après sa mort, sa veuve se remarie avec le major Roger Cyril Hans Sloane-Stanley de Paultons en 1899 (le haut shérif du Hampshire en 1913) avant sa propre mort le 20 juin 1951 .